# Anicius Petronius Probus

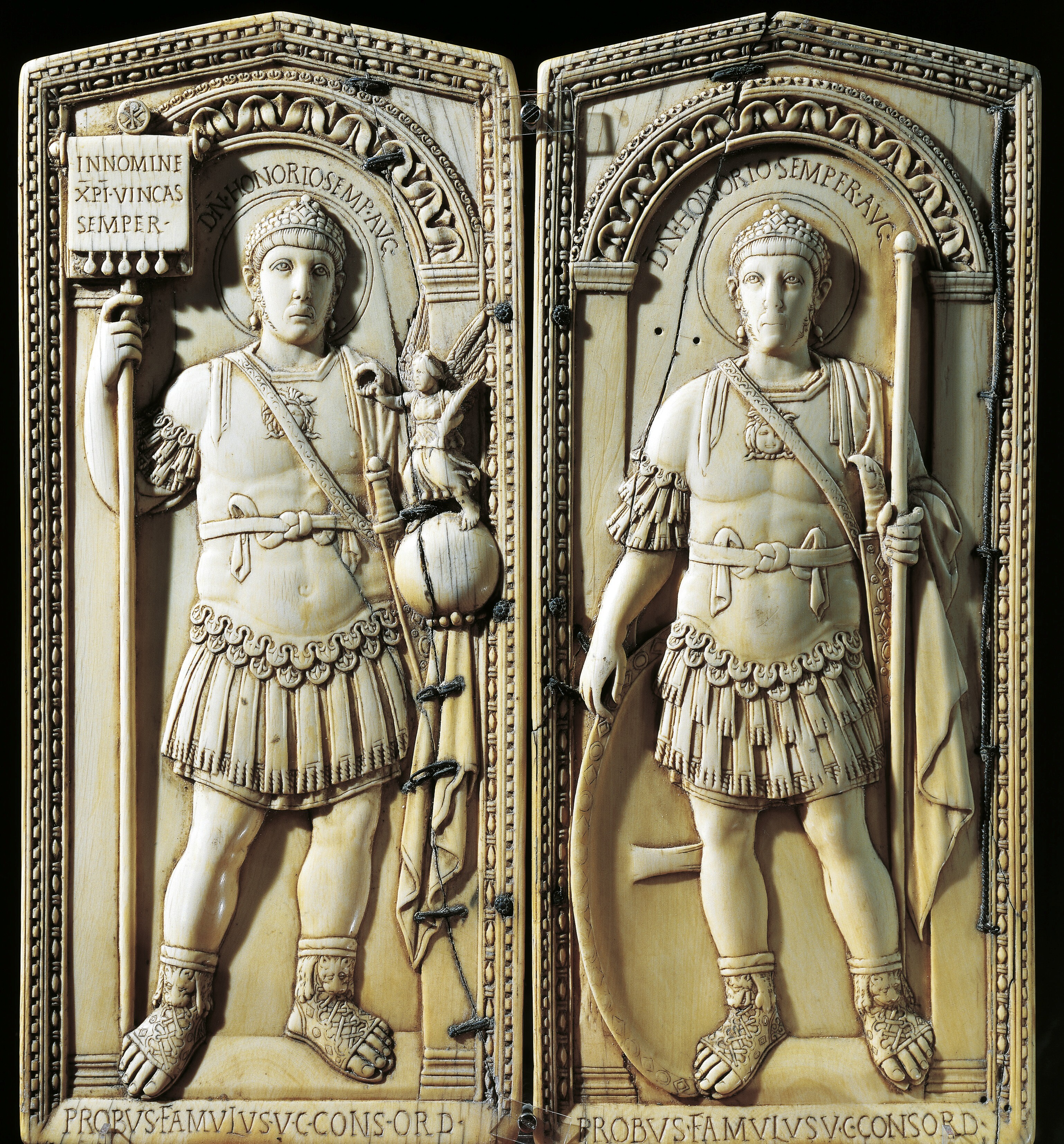
Kaiser Honorius auf dem Konsulardiptychon des Probus

(Flavius) Anicius Petronius Probus war ein spätantiker weströmischer Politiker zu Beginn des 5. Jahrhunderts.
Probus, der Sohn von Sextus Petronius Probus (Konsul 371) und Anicia Faltonia Proba, hatte zwei ältere Brüder, Anicius Hermogenianus Olybrius und Anicius Probinus (Konsuln 395), sowie eine Schwester, Anicia Proba.
Im Jahr 395 ist Probus als Kandidat für das Quaestorenamt bezeugt. Im Jahr 406 war er zusammen mit Kaiser Arcadius Konsul. Sein Konsulardiptychon befindet sich im Domschatzmuseum Aosta und zeigt Kaiser Honorius mit der Inschrift: „Unserem Herrn Honorius, immer Augustus, im Namen Christi, mögest du immer siegen. Probus, dein Diener, vir clarissimus, ordentlicher Konsul.“ Probus war ein eifriger Christ.